# زقورة

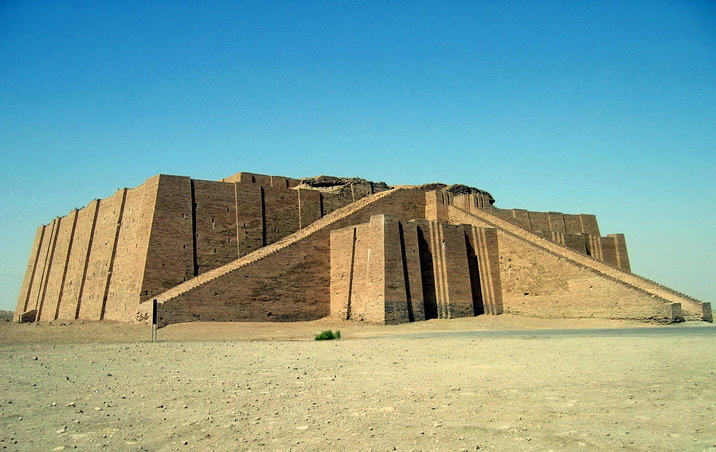
زقورة أور في مدينة الناصرية في العراق

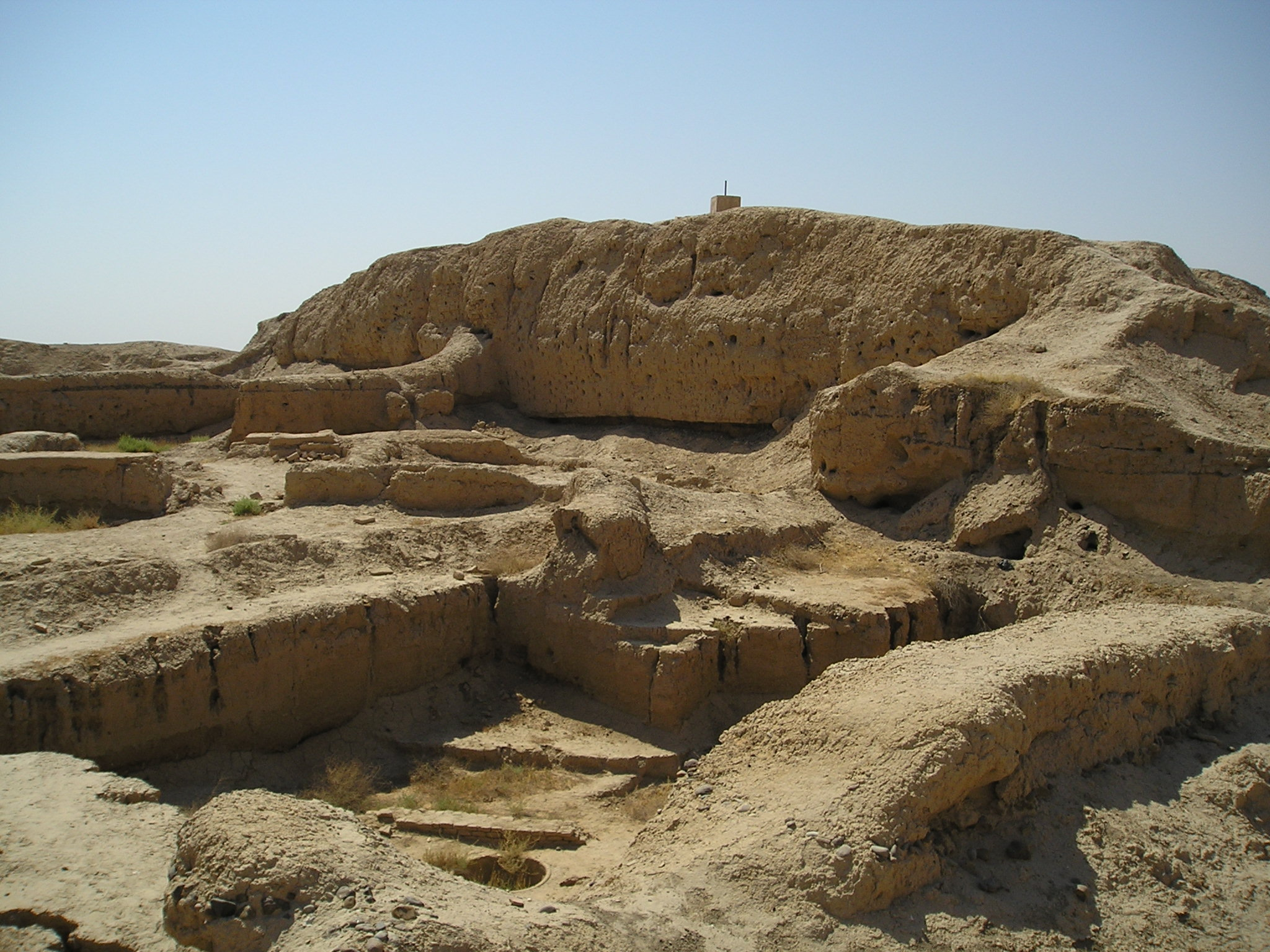
بقايا زقورة في مدينة ماري الأثرية في سوريا

الزقورة وجمعها الزقّورات وتقع معظمها في بلاد ما بين النهرين وهي معابد مدرجة كانت تبنى في سوريا والعراق ثم إيران ومن أشهر الزقورات عالمياً هي زقورة أور في العراق قرب مدينة الناصرية المسماة حاليا (بمحافظة ذي قار) جنوب العراق، وزقورة عقرقوف قرب بغداد. ويذكر انه توجد 28 زقورة في العراق، ويوجد في سوريا عدد منها، ويمكن ان ترى الزقورة في سهل الغاب السوري في محافظة حماة بين مدينة إبلا الاثرية (العصر الفخاري والبرونزي) وأفاميا (الهيلينية - بيزنطية) في شمال غرب سورية وكذلك الزقورات في مدينة ماري الأثرية على الفرات الأوسط في سوريا، وفي إيران يوجد 4 زقورات أشهرها زقورة جغا زنبيل في خورستان الأهواز. ولقد بنيت الزقّورات في عصر السومريين والاكاديين والبابليين والاشوريين في العراق وسوريا وعرفت زقورات متأخرة من أعمال التنقيب اثنتان منها مؤرختان من عصر حمورابي تقعان في ماري وكيش وفي أور استعمل أور ناموتوس سلالة أور الثالثة (2113 - 2006 ق. م) كما بنى الكاشيون زقورة في دور كوريجا بالقرب من بغداد وأقام اوفتاش هوبان (1265 - 1245 ق.م) زقورة من طراز غير مألوف في شوجا زامبي جنوب السويس وهذه الزقورة كانت ساحة قاعدتها في الأصل مربعة وقد شيد كل من الآشوريين والآكاديين أبراج معابد في عواصم مدنهم وقد شيد بيلاسر الأول زقورتين وفي نفس ذلك الوقت بنيت زقورة في نمرود وقد داوم شلمنصر الثالث على العناية بترميمها وسرجون الثاني الذي زود الزقورة الموجودة في عاصمته الحديثة بمنحدرات صاعدة تلف حول الواجهة الخارجية بدلا من السلالم وقد أعاد الملك البابلي نابونيد بناء واجهة زقورة آور وزاد في ارتفاعها فجعلها سبعة مدرجات وقد كانت الزقورة عند السومريون مؤشرا أو درجا صاعدا إلى السماء.

## التاريخ
كلمة زقورة تأتي من الزقورة (الارتفاع، القمة) باللغة الآشورية القديمة. من الزقاروم إلى الأعلى. زقورة أور هي زقورة سومرية جديدة بناها الملك أور نمو، الذي خصصها تكريماً لنانا/سين في القرن الحادي والعشرين قبل الميلاد تقريباً خلال سلالة أور الثالثة.

## الوصف
بنى الزقورات السومريون والأكاديون والعيلاميون والإبليون والبابليون القدماء للديانات المحلية. كانت كل زقورة جزءًا من مجمع المعبد مع المباني الأخرى. قبل الزقورات كانت هناك منصات مرتفعة تعود إلى فترة العبيد خلال الألفية السادسة قبل الميلاد. بدأت الزقورات كمنصات (عادة بيضاوية أو مستطيلة أو مربعة). كانت الزقورة عبارة عن هيكل يشبه المصطبة ذو قمة مسطحة. كان الطوب المحمي بالشمس يشكل قلب الزقورة مع واجهات من الطوب المحروق من الخارج. وكانت كل خطوة أصغر قليلاً من الخطوة التي تليها. غالبًا ما كانت الواجهات مزججة بألوان مختلفة وربما كانت لها أهمية فلكية. في بعض الأحيان كانت أسماء الملوك محفورة على هذا الطوب المزجج. وتراوح عدد الطوابق من طابقين إلى سبعة.
وفقا لعالمة الآثار هارييت كروفورد،
يُفترض عادةً أن الزقورات تدعم ضريحًا، على الرغم من أن الدليل الوحيد على ذلك يأتي من هيرودوت، والأدلة المادية غير موجودة... إن احتمال العثور على مثل هذا الضريح بعيد. أدى التآكل عادة إلى تقليص الزقورات الباقية إلى جزء صغير من ارتفاعها الأصلي، لكن الأدلة النصية قد توفر المزيد من الحقائق حول الغرض من هذه الأضرحة. في الوضع الحالي لمعرفتنا، يبدو من المعقول أن نتبنى كفرضية عمل الاقتراح القائل بأن الزقورات تطورت من المعابد السابقة على منصات وأن الأضرحة الصغيرة كانت تقف على أعلى المراحل;..
كان الوصول إلى الضريح يتم عن طريق سلسلة من المنحدرات على جانب واحد من الزقورة أو عن طريق منحدر حلزوني من القاعدة إلى القمة. لم تكن زقورات بلاد ما بين النهرين أماكن للعبادة العامة أو الاحتفالات. وكان يُعتقد أنها مساكن للآلهة، وكان لكل مدينة الإله الراعي الخاص بها. ولم يُسمح إلا للكهنة بالتواجد في الزقورة أو في الغرف الموجودة في قاعدتها، وكان من مسؤوليتهم رعاية الآلهة وتلبية احتياجاتهم. كان الكهنة أعضاء أقوياء جدًا في المجتمع السومري والآشوري البابلي.
واحدة من أفضل الزقورات المحفوظة هي تشوغا زنبيل في غرب إيران. زقورة سيالك، في كاشان، إيران، هي أقدم زقورة معروفة، ويرجع تاريخها إلى أوائل الألفية الثالثة قبل الميلاد. تراوحت تصميمات الزقورة بين القواعد البسيطة التي كان يقوم عليها المعبد، وبين عجائب الرياضيات والبناء التي امتدت على عدة طوابق ذات مدرجات وكان يعلوها معبد.
مثال على الزقورة البسيطة هو معبد أوروك الأبيض في سومر القديمة. الزقورة نفسها هي القاعدة التي بني عليها المعبد الأبيض. والغرض منه هو تقريب المعبد من السماء وتوفير الوصول إليه من الأرض عبر درجات. يعتقد سكان بلاد ما بين النهرين أن هذه المعابد الهرمية تربط بين السماء والأرض. في الواقع، كانت الزقورة في بابل تُعرف باسم إيتيمينانكي، والتي تعني «بيت أساس السماء والأرض» باللغة السومرية.
تاريخ بنائه الأصلي غير معروف، مع تواريخ مقترحة تتراوح بين القرن الرابع عشر إلى القرن التاسع قبل الميلاد، مع وجود أدلة نصية تشير إلى وجوده في الألفية الثانية. ولسوء الحظ، لم يتبق الكثير من قاعدة هذا الهيكل الضخم، إلا أن الاكتشافات الأثرية والروايات التاريخية تضع هذا البرج في سبعة مستويات متعددة الألوان، يعلوها معبد ذو أبعاد رائعة. يُعتقد أن المعبد قد تم رسمه وحافظ على اللون النيلي، ليتناسب مع قمم الطبقات. ومن المعروف أن هناك ثلاثة سلالم تؤدي إلى المعبد، اثنان منها (محاطان بالجانب) يعتقد أنهما يصعدان إلى نصف ارتفاع الزقورة فقط.

## التفسير والأهمية

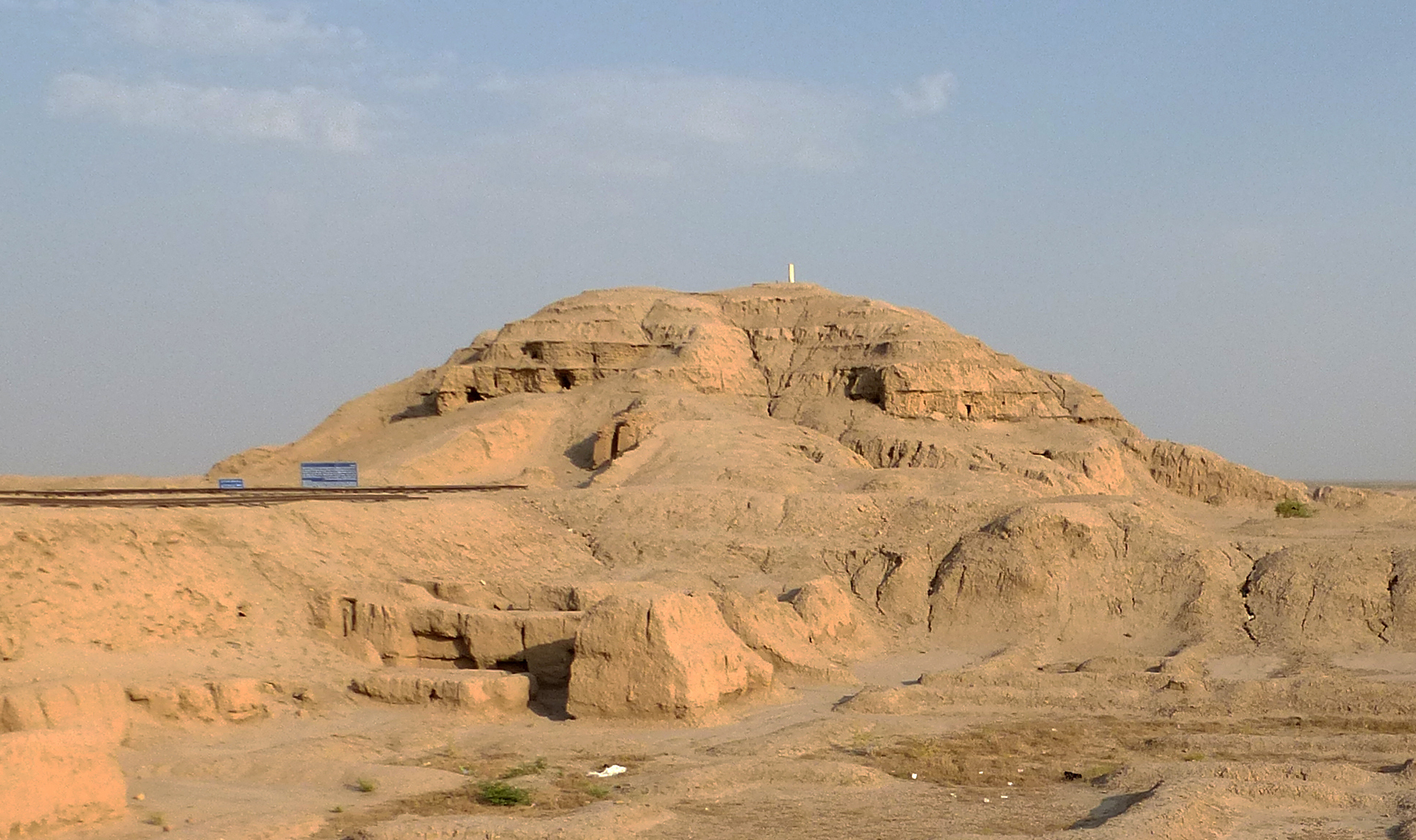
زقورة آنو والمعبد الأبيض في أوروك.

وفقًا لهيرودوت، كان يوجد في الجزء العلوي من كل زقورة مزار، على الرغم من عدم بقاء أي من هذه المزارات على قيد الحياة. من الناحية الوظيفية، توفر الزقورات مكانًا مرتفعًا يمكن للكهنة من خلاله الهروب من المياه المرتفعة التي تغمر الأراضي المنخفضة سنويًا وتغمرها المياه أحيانًا لمئات الكيلومترات. كما عرضوا الأمن. نظرًا لأنه لا يمكن الوصول إلى الضريح إلا عن طريق ثلاثة سلالم، فقد كان بإمكان عدد قليل من الحراس منع غير الكهنة من التجسس على طقوس الضريح أعلى الزقورة، مثل طقوس البدء مثل الأسرار الإليوسينية، وطهي طعام القرابين وحرق الأضاحي. وكانت كل زقورة جزءًا من مجمع معبد يشتمل على فناء وغرف تخزين وحمامات وأماكن للمعيشة، وتنتشر حولها مدينة، بالإضافة إلى مكان للعبادة. وكان أيضًا هيكلًا مقدسًا.

## التأثير
ارتبط العلماء المعاصرون بالرواية الكتابية لبرج بابل بمشاريع البناء الضخمة لزقورات بلاد ما بين النهرين، وعلى وجه الخصوص بزقورة إيتيمينانكي في بابل في ضوء برج بابل الذي يصف ترميمها على يد نبوخذنصر الثاني.
وفقًا لبعض المؤرخين، فإن تصميم الأهرامات المصرية، وخاصة التصميمات المتدرجة لأقدم الأهرامات (هرم زوسر في سقارة، 2600 قبل الميلاد)، ربما كان تطورًا من الزقورات المبنية في بلاد ما بين النهرين. ويقول آخرون أن هرم زوسر وأقدم الأهرامات المصرية ربما تم استخلاصها محليًا من مقبرة المصطبة ذات الشكل المقعدي.
شهد شكل الزقورة انتعاشًا في العمارة الحديثة والعمارة الوحشية بدءًا من السبعينيات. مبنى الزقورة هو مبنى حكومي يقع في بغداد. يخدم مكتب رئيس وزراء العراق. فندق بابل في بغداد مستوحى أيضًا من الزقورة. يُعرف مبنى تشيت هوليفيلد الفيدرالي بالعامية باسم «الزقورة» نظرًا لشكله. إنه مبنى حكومة الولايات المتحدة في لاغونا نيغويل، كاليفورنيا، تم بناؤه بين عامي 1968 و1971. وتشمل الأمثلة الأخرى الزقورة في غرب ساكرامنتو، كاليفورنيا، ومبنى SIS في لندن.

## وصلات خارجية
- الزقورة — الموسوعة العربية